# Pakelo
Pakelo è un produttore indipendente italiano di lubrificanti e grassi che comprendente una vasta gamma di prodotti per la maggior parte delle applicazioni di lubrificazione.

## Storia
Italo Rino Polacco fonda l'attività a San Bonifacio in provincia di Verona nel 1930 come rivendita di olii lubrificanti per il mercato locale. I figli del fondatore, Elio e Giuseppe Polacco, decidono poi negli anni Sessanta di costruire il primo impianto di produzione inaugurando la distribuzione dell'olio a marchio "Pakelo" e il laboratorio di analisi interno, con l'azienda che si trasforma da rivendita locale a produttore internazionale, concentrandosi in particolare nel settore del motorsport e nel ramo della trazione pesante, ma operando anche in altri settori, come quello navale, industriale, agricolo e dal 2021 lubrificanti dedicati per l'industria alimentare.

Nel 1991 si trasferisce in una nuova sede, ampliando l'impianto produttivo e i settori serviti. In questo periodo l'azienda potenzia la propria presenza nel motorsport, collaborando con diverse case automobilistiche internazionali e in diverse competizioni di rilievo, come Formula 1, 24 Ore di Le Mans (con la scuderia AF Corse) e Superbike.

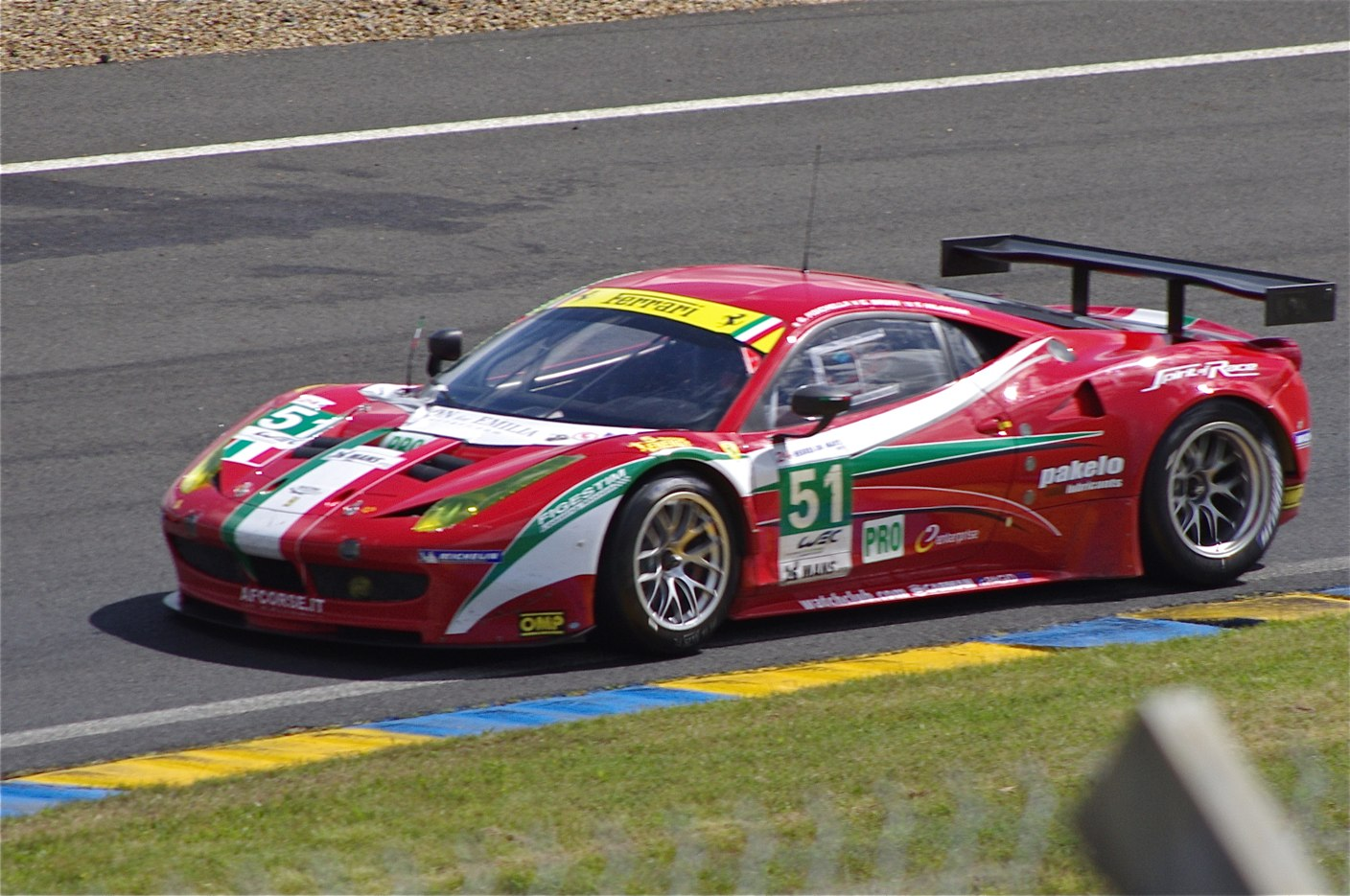
Logo Pakelo su Ferrari 458 Italia GT2 vincitrice della 24 Ore di Le Mans 2012 in Classe LMGTE Pro

Nel 2010 subentra nella gestione la terza generazione della famiglia Polacco composta da Alberto, Aldo e Rino Polacco.
Nel 2013 l'azienda amplia ulteriormente la sede e stringe un accordo triennale di distribuzione nel mercato cinese con il colosso petrolifero Sinopec, rinnovato poi nel 2016.
Nel 2022 la superficie totale dell'insediamento industriale si porta a quota 18.000 mq.

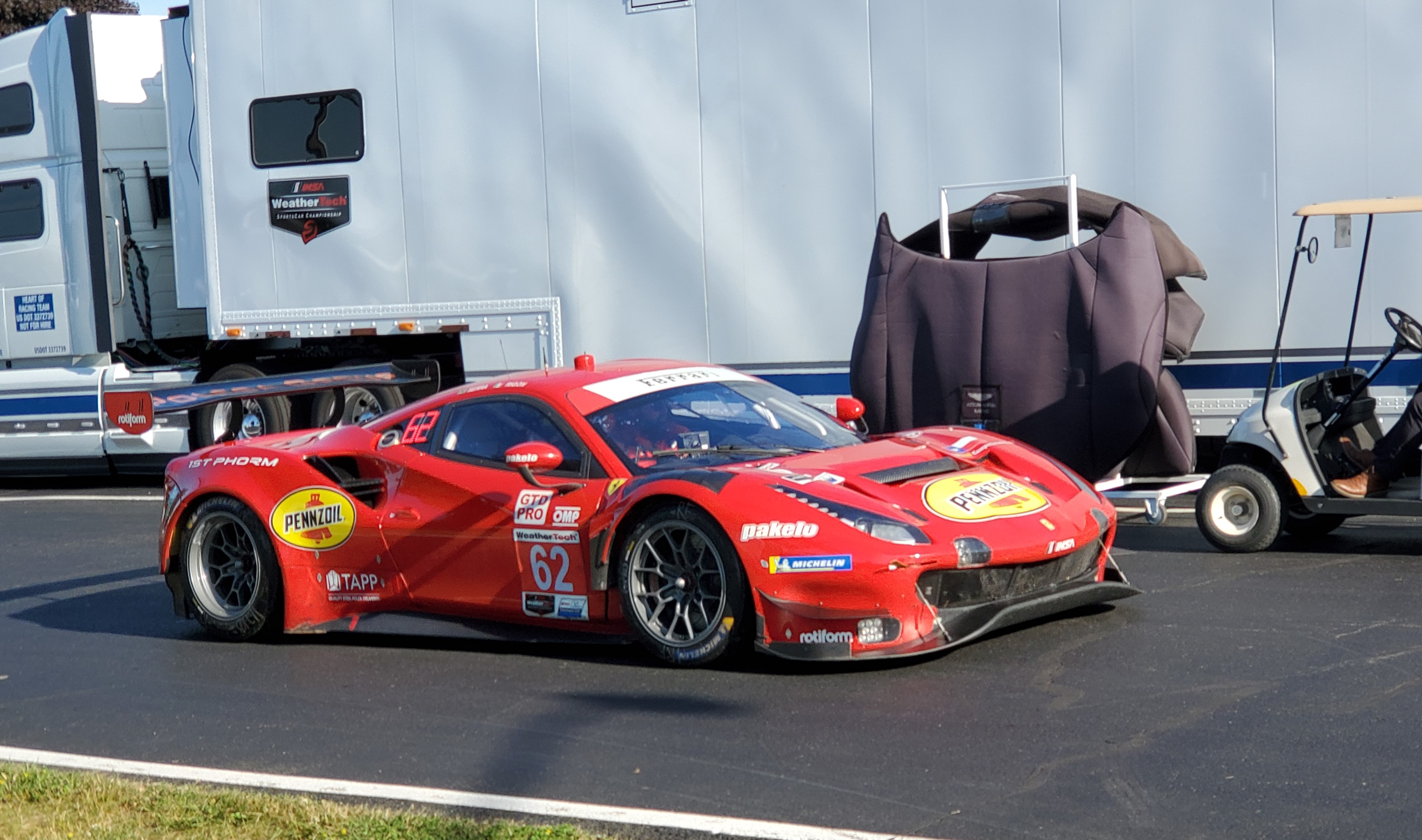
Logo Pakelo su Ferrari 488 GTE

Nel 2023 l'azienda viene acquistata da Alkemia, che conferma in carica l'AD Alberto Polacco.